# Edson Cimento
Carlos Edson Paiva Damasceno (Capanema, 8 de outubro de 1954), mais conhecido como Edson Cimento ou simplesmente Edson, é um ex-futebolista brasileiro que jogava como goleiro. Foi um dos maiores goleiros paraenses, sendo premiado com a Bola de Prata da Placar como o melhor goleiro do Campeonato Brasileiro de Futebol de 1977.
Edson destacou-se na posição embora possuísse 1,75 metros de altura. Algo que na época teria importância menor, segundo declaração dele em 2012: "no meu tempo, não tinha muitos goleiros altos, de 1,90m, como tem hoje (...) O bom goleiro tem que saber sair do gol e ser arrojado. Eu sempre joguei contra grandes e altos jogadores como Serginho Chulapa, Dario, Roberto Dinamite e sempre me consagrei". Destacava-se pelo grande senso de posicionamento, sabendo fechar o ângulo como poucos, obrigando os adversários a chutarem nas traves ou rente a elas.
Seu apelido provém de uma fábrica de cimento implantada em sua cidade natal, e seria referência também à sua gana contra os adversários: "um radialista da época, Jairo Vaz, criou este apelido. Eu era muito forte na época e eu sou natural de Capanema, terra do cimento. Então ele começou a me chamar de cimento também porque eu ia forte nas jogadas e não caía nas disputas contra os atacantes", explicou na mesma ocasião em 2012.
Edson também é o primeiro paraense contemplado com a Bola de Prata, antecedendo Sócrates, Giovanni e Paulo Henrique Ganso, contemplados respectivamente em 1980, 1995 e 2014. Diferentemente deles, Edson segue sendo o único premiado por um clube também paraense, o Remo; apenas Edson e o lateral-direito Aranha, também pelo Remo, receberam o prêmio como jogadores da Região Norte do Brasil. O goleiro também foi ídolo na Tuna Luso e defendeu o outro grande local, o Paysandu.

## Carreira de jogador

### Destaque precoce desde o interior
Foi ainda em sua cidade natal de Capanema que começou a despontar a nível estadual. Atuando na equipe local do Brasil, chegou à seleção municipal. Ainda adolescente, foi titular na campanha capanemense campeã invicta no Torneio Intermunicipal de 1970, o primeiro ganho por Capanema. Em doze jogos, Edson, que se espelhava no argentino Edgardo Andrada, sofreu apenas sete gols. De imediato, conseguiu acerto com um clube da capital: o extinto Sporting, que naquele ano acabava de realizar a sua estreia no Campeonato Paraense de Futebol.
Inspirado no Sporting Clube de Portugal, a equipe homônima reproduzia o mesmo uniforme do clube europeu e havia sido criado no ano anterior por membros da comunidade portuguesa em Belém descontentes com os rumos do principal clube local da colônia, a Tuna Luso. Edson não despertou atenção inicial no Sporting, mas veio a destacar-se no Estadual de 1972. O Paysandu terminou campeão, mas os pontos arrancados contra os alviverdes foram a duras penas: vitórias alviazuis de 2-1, 1-0 e empate em 0-0.
Em 1973, o capanemense já estava na Tuna, que comprara seu passe; o Sporting ainda era amador em um campeonato profissional, mas os dirigentes tunantes adquiriram Edson por cinco mil cruzeiros. O Remo foi campeão invicto vencendo os dois turnos, com o título se assegurando no clássico com os cruzmaltinos - que, por outro lado, com Edson entre as traves e no estádio rival, seguraram o 0-0. A Tuna chegou perto do título de 1974, vencendo o terceiro turno, mas perdendo por 1-0 o jogo final para o campeão Remo, na casa adversária.
Também em 1974, Edson Cimento jogou o Brasileirão daquele ano pelo Paysandu, a quem foi emprestado. O clube conseguiu a última vaga na primeira fase, com três pontos de vantagem sobre o rival Remo. Avançou ao hexagonal-semifinal, na chave que terminou liderada pelo finalista Cruzeiro. O goleiro, porém, participou de somente cinco partidas pelos alvicelestes, prejudicado por uma contusão.
Na Tuna, Edson destacou-se ao longo da década de 1970, chegando a passar um mês em Campinas em 1975 para testes no Guarani - o problema físico que lhe atrapalhara no Paysandu, porém, foi novamente um entrave até o goleiro corrigi-lo em uma operação cirúrgica (em uma clavícula) realizada na volta a Belém. A Tuna voltou a conseguir um título de turno estadual (novamente no terceiro) no campeonato de 1977, com Edson protegendo um 0-0 com o Remo no campo oponente. O resultado fez o técnico azulino Juan Álvarez entregar o cargo. O Remo, porém, adiante conseguiu novo título.

### Empréstimo consagrador ao Remo
Como a Tuna não disputaria o Brasileirão de 1977, ficando assim ociosa, e o Remo sim, os cruzmaltinos acertaram o empréstimo de Edson ao rival, algo que já haviam feito anteriormente ao Paysandu. O Remo já tinha no goleiro Dico um ídolo, sendo deste inclusive a melhor nota dada aos goleiros na Bola de Prata de 1972, embora a falta de partidas suficientes exigidas pelo regulamento o fizesse perder o prêmio para Emerson Leão. A ideia inicial do treinador Joubert Meira era promover um rodízio entre Dico e Edson, mas Edson, indicado ao Remo pelo ex-goleiro e ídolo azulino François Thijm, ganhou a posição após dois jogos seguidos em Belo Horizonte: com Dico, o Leão foi derrotado por 4-1 pelo Atlético Mineiro. Já Edson fez uma boa exibição na partida seguinte, em que os paraenses venceram fora de casa o América Mineiro.
Edson acabaria eleito o melhor goleiro do campeonato nacional, rendendo-lhe uma Bola de Prata da revista Placar. Edson foi o segundo jogador atuando na Região Norte do Brasil a receber a premiação; o primeiro, também um emprestado remista, havia sido o lateral-direito Aranha, em 1972. À altura de 2024, ambos seguem sendo os únicos do futebol nortista que ganharam a premiação, com Edson sendo o único paraense a vencê-la por um clube também paraense. O Remo ficou na 14ª colocação geral, chegando até a terceira fase da competição, não passando para as semifinais por conta de dois pontos.
Sobre a premiação, declarou em 2012, quando voltou ao Remo para ser treinador de goleiros, o seguinte:
| “ | Conquistas eu tive muitas, mas a que marcou mesmo foi a Bola de Prata em 1977, quando fui o melhor goleiro do Brasil. Eu estava disputando com o Leão, Raul, Carlos, Peres, só goleiro a nível de seleção e eu fui feliz por conquistar esse grande reconhecimento pelo meu trabalho. Mas não fui só bem aqui, por todos os clubes que eu passei, deixei a minha marca. Fizemos uma boa campanha naquele Campeonato Brasileiro da Série A. O nosso time era praticamente todo caseiro - só tinha um jogador de fora -, mas mesmo assim conseguimos nos destacar. | ” |

O Brasileirão de 1978 começou em seguida e Edson seguiu emprestado ao Remo. O time fez uma boa primeira fase, em terceiro atrás de Flamengo e Portuguesa e à frente do Fluminense. Caiu dessa vez na segunda fase de grupos, perdendo a classificação à terceira por um ponto a menos que o Coritiba. Pertencendo à Tuna, foi pelo torneio nacional que ele disputou o clássico Re-Pa, tanto no campeonato de 1977, um 0-0 em novembro no Baenão, como no de 1978, um novo 0-0, em março, na ocasião em que o clássico ocorreu pela primeira vez no Mangueirão, recém-inaugurado. O clássico ocorreu uma vez no Brasileirão de 1974, quando Edson esteve emprestado ao Paysandu, mas o goleiro alviceleste foi Renato. Naquele mesmo ano de 1978, um goleiro Edson jogou Re-Pas pelo Papão, mas tratava-se de Edson Borracha.
Ainda no primeiro semestre de 1978, Edson Cimento estreou pela seleção paraense, em um 4-0 sobre seleção juvenil do Uruguai, ainda que os celestes houvessem prometido enviar o time principal. Embora o Mangueirão já fosse utilizado desde 1977, foi esse o jogo que oficialmente inaugurou o estádio. Edson ainda jogaria mais duas partidas pelo Pará, ambos ainda em março de 1978, em amistosos contra a seleção do Amazonas (3-2) e contra o Botafogo (0-0), todos no Mangueirão.

### Ídolo na Tuna
O Estadual de 1978 iniciou-se em setembro e Edson voltou à Tuna. Com ela, foi finalista do segundo turno, onde eliminou o Paysandu após batê-lo por 1-0, mas pelo mesmo resultado foi derrotada pelo Remo no Mangueirão. Os azulinos terminaram adiante campeões. Já no Estadual de 1979, que retomou o campeonato para o primeiro semestre, Remo e Paysandu centralizaram a disputa e as finais; ainda assim, o astro bicolor Dadá Maravilha, conhecido pelo bom humor, evitava tecer declarações públicas que soassem desrespeitosas a Edson. O goleiro e a Tuna puderam participar do 1979, o mais inchado da história da competição, contando com 96 times.
Foi a estreia da Tuna no Brasileirão desde a reformulação de 1971. Até então, a única participação nacional do clube havia sido justamente na primeira Taça Brasil, em 1959, como campeã estadual de 1958, sendo a primeira representante paraense; seus dirigentes desde então deliberadamente a ausentavam dos Brasileirões por entenderem a disputa como deficitária à realidade tunante. Desde 1978, porém, o clube manifestava interesse em voltar ao certame, inviabilizando a extensão do empréstimo de Edson ao Remo. A campanha cruzmaltina no Brasileiro de 1979 durou nove jogos, com cinco derrotas e três vitórias. O goleiro tunante titular foi Reginaldo, presente, porém, em somente uma das vitórias e em três das derrotas, além de um empate em Belém com o Botafogo da Paraíba. Edson foi o titular nos demais resultados.
O clube só participou outras duas vezes da divisão principal do Brasileirão, em 1984 e em 1986, respectivamente após ser campeã estadual de 1983 e campeã brasileira da segunda divisão em 1985. Edson, porém, já não estaria presente em nenhuma dessas campanhas, o que não o impediu de ser considerado um dos maiores goleiros da história da Tuna.
Edson jamais foi campeão estadual no Pará. A Tuna não conquistou o torneio entre 1970 e 1983.  O goleiro chegara novamente perto no torneio de 1980: a Tuna, que com ele já havia participado no primeiro semestre da segunda divisão brasileira daquele ano, pela primeira vez, indo até a segunda fase, ganhou os dois primeiros turnos do Estadual. O Paysandu venceu o terceiro. O regulamento da época forçou um quadrangular final, em que os cruzmaltinos entraram com dois pontos de bonificação e os bicolores, um, sendo completados por Remo e Sport Belém, ambos zerados. Apesar da Tuna começar em vantagem, o campeão terminou sendo o Paysandu e o vice, o Remo. Por outro lado, Edson destacou-se não apenas pela defesas, mas também por gols: marcou três no campeonato, o que foi notícia nacional.
Edson disputou ainda a segunda divisão brasileira de 1981 pela Tuna, no primeiro semestre, novamente com campanha até a segunda fase de grupos. No Estadual daquele ano, ele e a Tuna novamente disputaram um quadrangular final após três turnos, mas dessa vez com zero ponto de bonificação. Um 0-0 foi segurado com o Paysandu no Mangueirão, insuficiente para tirar novo título dos alviazuis. A Tuna dessa vez não tomou parte da segunda divisão brasileira de 1982. Edson foi emprestado ao Fluminense. Voltou para a disputa do Estadual de 1982, mas a Tuna dessa vez não chegou ao turno final. O Paysandu foi novamente campeão.

### Metade final da carreira
Emprestado ao Fluminense no início de 1982, chegou ao clube carioca junto com outro trazido do futebol paraense, o lateral Aldo. Aldo se firmaria ídolo no Tricolor, mas Edson não passou de terceiro goleiro, com o titular sendo Paulo Vítor, curiosamente também paraense e que iria à Copa do Mundo FIFA de 1986. Edson realizou somente partida como tricolor, em amistoso em 13 de fevereiro contra o Rio Branco, vencido por 3-0 no estádio Engenheiro Araripe.
Naquele ano de 1982, em outubro, Edson foi mencionado como suspeito no escândalo da Máfia da Loteria Esportiva. O goleiro rumou ao Náutico no início de 1983, vindo essa equipe do Recife a realizar a melhor campanha nordestina no Brasileirão de 1983. O clube também vivia jejum incômodo, com oito vice-campeonatos pernambucanos nos nove anos anteriores. Edson pôde ser campeão estadual no ano seguinte com o clube, mas o titular do técnico Givanildo Oliveira era Pimenta.
Ainda em 1984, Edson foi repassado ao ASA. Retornou ao Náutico para o Brasileirão de 1985, rumando novamente ao ASA depois. Na sequência da carreira, com o Nacional, foi campeão amazonense de 1986, o único título estadual da carreira como titular. A conquista culminou o terceiro tetracampeonato estadual do clube.
Edson também jogou o Brasileirão de 1986 pelo Nacional, na última vez em que o Estado do Amazonas teve um representante na primeira divisão. Seguiu no clube em 1987, ganhando o segundo turno estadual.
Sua carreira fora do Pará também incluiu passagens por Princesa do Solimões e Ypiranga. Edson Cimento reapareceu na Tuna no início de 1990, em mais um Estadual. Naquela edição, Remo e Paysandu voltaram a centralizar as disputas, favoráveis aos azulinos. Em 1991, defendeu o Sport Belém. Em 1992, passou o primeiro semestre no Izabelense, sendo inclusive adversário da Tuna na campanha cruzmaltina campeã da terceira divisão brasileira daquele ano; no segundo semestre, quando realizou-se o campeonato paraense de 1992, voltou a defender o Sport, encerrando uma carreira que durou 22 anos.

## Após parar
Uma vez encerrada a carreira de jogador, Edson dedicou-se a ser treinador de goleiros. Assim como quando jogador, trabalhou tanto no Paysandu como no Remo. "É a profissão que eu mais gosto. Trabalhar como goleiro e com os goleiros foi a minha vida. Só vou largar esta profissão quando não aguentar mais. Fiquei feliz de ter parado de jogar futebol e continuar a trabalhar com preparação dos goleiros, que a minha profissão é a coisa que eu mais amo. Por onde passo o meu trabalho é reconhecido. Praticamente todos os anos os meus goleiros estão na seleção do campeonato. (...) A minha vida foi debaixo desses três paus, por isso eu sei bem.", declarou.
Na função de treinador de goleiros, integrou em um mesmo campeonato paraense o campeão e o vice-campeão. Foi em 2012, onde iniciou trabalhando no primeiro turno no Cametá, que foi campeão em uma final interiorana com o Águia de Marabá. No segundo turno, passou ao Remo, campeão desta parte do campeonato, com o trabalho de Edson sendo bastante valorizado. Nas finalíssimas, o Cametá venceu a primeira e empatou a segunda após marcar dois gols nos cinco últimos minutos, ganhando a centésima edição do Estadual.
Em fevereiro de 2013, foi um dos 22 jogadores convidados a Manaus para as festas do centenário conjunto da dupla rival Nacional e Rio Negro.
Em 20 de abril de 2016, Edson foi um dos homenageados no lançamento do Programa "Ídolos Eternos" do Remo, antes do clássico com o Paysandu pela semifinal da Copa Verde, ainda que tenha sido demitido de sua função de treinador de goleiros junto com o restante da comissão técnica dias antes. Também vivenciou dissabores no próprio Paysandu, chegando a apresentar ação trabalhista contra o clube, com posterior acordo.
No final de 2022, foi lançada em sua Capanema natal a biografia Edson Cimento – O melhor goleiro do Brasil em 1977, de autoria do jornalista local Beto Brandão, em obra a conter cerca de quatrocentas páginas.

## Títulos
Seleção de Capanema
- Torneio Intermunicipal Paraense: 1970

Náutico
- Campeonato Pernambucano: 1984

Nacional
- Campeonato Amazonense: 1986

### Individual
- Bola de Prata: 1977